# Segismundo Royo-Villanova
Segismundo Royo-Villanova Fernández-Cavada (Valladolid, 20 de febrero de 1909-Madrid, 29 de abril de 1965) fue un jurista y catedrático español, subsecretario de Educación Nacional y rector de la Universidad de Madrid durante la dictadura franquista.

## Biografía
Nació en Valladolid el 20 de febrero de 1909, en concreto en el número 6 de la calle de Regalado. Era hijo Antonio Royo Villanova. Fue alumno del Liceo Francés y de la Universidad Central de Madrid, donde se licenció en Derecho en 1928 y se doctoró en 1935. Letrado en las Cortes desde 1932, desarrolló amistad con Niceto Alcalá-Zamora y Castillo. También fue amigo de Niceto Alcalá-Zamora (padre). Durante la Guerra Civil combatió como alférez provisional en el bando sublevado.
Fue procurador en las Cortes franquistas entre 1951 y 1964.
En 1951 se convirtió en subsecretario del Ministerio de Educación Nacional en manos de Joaquín Ruiz-Giménez, cargo que ejerció hasta el cese del ministro en marzo de 1956, destituido a consecuencia de los disturbios estudiantiles de febrero de 1956. Catedrático de la Facultad de Ciencias Políticas de la Universidad de Madrid, ejerció de rector entre abril de 1956 y noviembre de 1964. Ingresó como miembro de número de la Real Academia de Ciencias Morales y Políticas el 29 de marzo de 1960, tomando posesión de la medalla número 35. Designado por decreto de noviembre de 1964 embajador en Austria, falleció el 29 de abril de 1965 en Madrid.
Suegro de José Luis Álvarez.

## Obras
- — (1933). La responsabilidad de la Administración. Madrid. (tesis)[2]
- — (1940). Elementos de Derecho administrativo. Valladolid: Imprenta Castellana.[2]
- — (1944). Problemas del régimen jurídico municipal. Madrid: Diana Artes Gráficas.[2]
- — (1946). La idoneidad de los funcionarios públicos: discurso correspondiente a la apertura de curso académico 1946-1947. Madrid: Universidad de Madrid.[2]
- — (1947). Los términos municipales y sus alteraciones. Madrid: S. Aguirre Impresor.[2]
- — (1960). Aspectos de la reforma administrativa: discurso de ingreso en la Real Academia de Ciencias Morales y Políticas. Madrid.[2]
- — (1961). Discursos leídos en la Junta pública (…) para inaugurar el curso académico 1961-1962. Madrid: Real Academia de Ciencias Morales y Políticas, C. Bermejo.[2]
- — (1961). El trabajo en la doctrina pontificia. Madrid: Real Academia de Ciencias Morales y Políticas.[2]

## Distinciones
- Gran Cruz de la Orden del Mérito Civil (1952)[9]
- Gran Cruz de la Orden Civil de Alfonso X el Sabio (1957)[10]
- Gran Cruz de la Orden de Isabel la Católica (1958)[11]
- Gran Cruz de San Raimundo de Peñafort (1961)[12]
- Gran Cruz de la Orden de Cisneros (1964)[13]